# Jacko Gill
Jackson Gill (Auckland, 20 dicembre 1994) è un pesista neozelandese.

## Palmarès
| Anno | Manifestazione          | Sede           | Evento         | Risultato | Misura  | Note                                     |
| ---- | ----------------------- | -------------- | -------------- | --------- | ------- | ---------------------------------------- |
| 2010 | Mondiali juniores       | Moncton        | Getto del peso | Oro       | 20,76 m |                                          |
| 2010 | Olimpiadi giovanili     | Singapore      | Getto del peso | Argento   | 22,60 m | Miglior prestazione personale            |
| 2011 | Mondiali allievi        | Lilla          | Getto del peso | Oro       | 24,35 m |                                          |
| 2012 | Mondiali juniores       | Barcellona     | Getto del peso | Oro       | 22,20 m |                                          |
| 2014 | Commonwealth            | Glasgow        | Getto del peso | 11º       | 18,05 m |                                          |
| 2015 | Mondiali                | Pechino        | Getto del peso | 8º        | 20,11 m |                                          |
| 2016 | Mondiali indoor         | Portland       | Getto del peso | 9º        | 19,93 m |                                          |
| 2016 | Giochi olimpici         | Rio de Janeiro | Getto del peso | 9º        | 20,50 m |                                          |
| 2017 | Mondiali                | Londra         | Getto del peso | 9º        | 20,82 m |                                          |
| 2019 | Mondiali                | Doha           | Getto del peso | 7º        | 21,45 m |                                          |
| 2021 | Giochi olimpici         | Tokyo          | Getto del peso | 9º        | 20,71 m |                                          |
| 2022 | Mondiali                | Eugene         | Getto del peso | 7º        | 21,40 m |                                          |
| 2022 | Giochi del Commonwealth | Birmingham     | Getto del peso | Argento   | 21,90 m | Miglior prestazione personale            |
| 2023 | Mondiali                | Budapest       | Getto del peso | 6º        | 22,76 m |                                          |
| 2024 | Mondiali indoor         | Glasgow        | Getto del peso | 5º        | 21,69 m | Miglior prestazione personale stagionale |
| 2024 | Giochi olimpici         | Parigi         | Getto del peso | 7º        | 21,15 m |                                          |